# Положевичи
Положевичи (бел. Палажэвічы) — агрогородок в Стародорожском районе Минской области, центр Положевичского сельсовета. Население 493 человека (2009).

## География
Положевичи находятся на юго-востоке Минской области в 16 км к юго-востоку от Старых Дорог на границе с Могилёвской областью. Через деревню проходит автодорога Старые Дороги — Прусы). Местность принадлежит бассейну Днепра, неподалёку берёт начало река Доколька (be:Рака Даколька), приток Птичи. Ближайшие ж/д станция в Старых Дорогах (линия Осиповичи — Слуцк).

## Достопримечательности
- Усадьба Дашкевичей (XIX—XX век). Сохранились усадебный дом (ныне административное здание, перестроен), винокурня, спиртохранилище и флигель.
- Братска могила партизан и памятник землякам, погибшим в Великую Отечественную войну.